# Paolo Pesci
Alessio Paolo Pesci (Frosinone, 16 maggio 1932) è un politico italiano.

## Biografia
Nato a Frosinone nel 1932, è laureato in giurisprudenza e ha svolto la professione di avvocato. Iscritto alla Democrazia Cristiana, è stato vicesindaco della città natale dal 1967; dal 1971 al 1976 e dal 1977 al 1980 è stato sindaco di Frosinone. Nel 1980 è stato eletto al Consiglio regionale del Lazio. Tra gli altri incarichi ricoperti si ricordano quello di presidente dell'ospedale cittadino e commissario del conservatorio Licinio Refice.
Anche giornalista, ha collaborato con varie testate e quotidiani locali; subito dopo la guerra fu uno dei redattori della Gazzetta Ciociara.